# Noodstopschakelaar

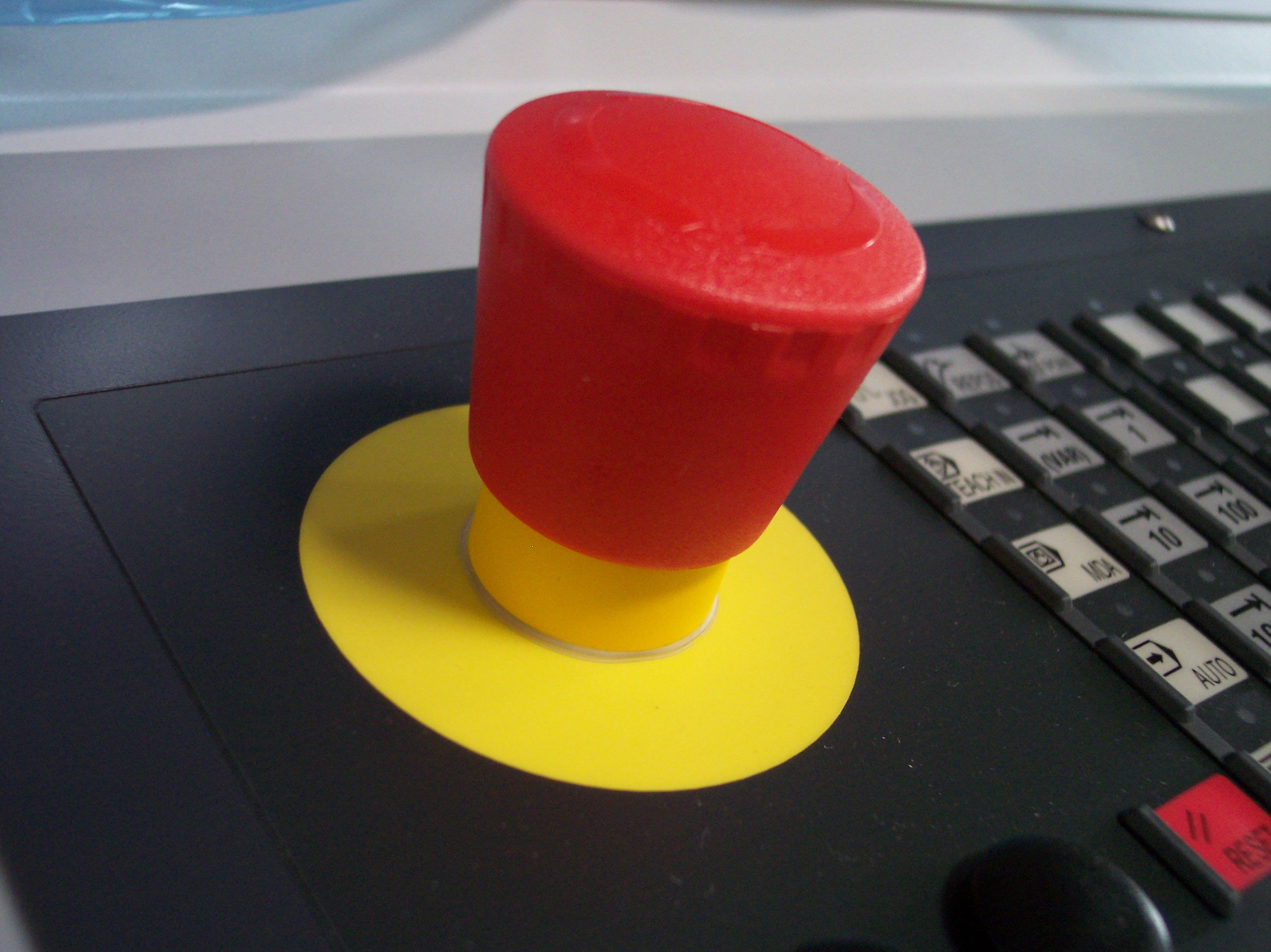
Een noodstopschakelaar op een machine.

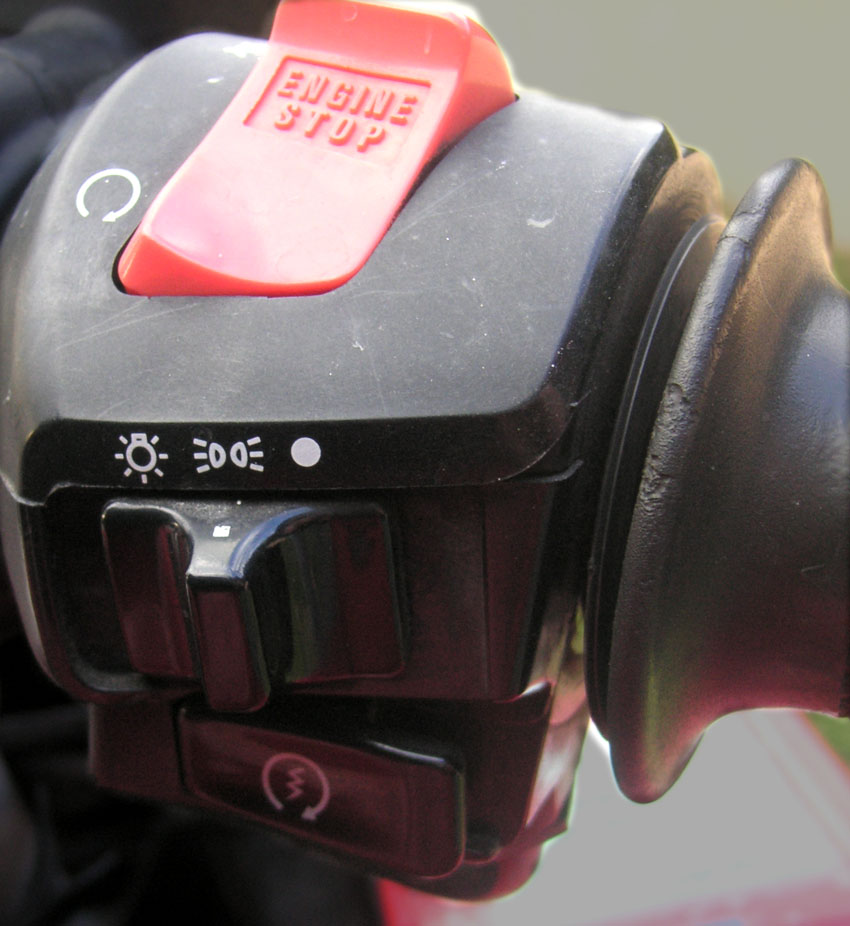
Een noodstopschakelaar op een motorfiets.

Een noodstopschakelaar (vaak ook in het Engels killswitch genoemd) is een schakelaar waarmee de werking van een machine of voertuig in noodgevallen direct kan worden gestopt. In tegenstelling tot de normale uitschakelprocedure, waarbij bepaalde processen vaak een voor een worden afgebroken, is de noodstopschakelaar erop gericht om koste wat het kost alles direct te laten stoppen.
De noodstopschakelaar dient bewust te worden ingedrukt om voor het stoppen te zorgen. Een omgekeerd systeem is dat van de dodemansknop, waarbij het loslaten van de knop juist leidt tot het afbreken van alle processen.

## Attractiebedieningsnoodstop
Alle attracties in attractieparken en kermissen dienen verplicht een noodstop te hebben. Deze is voor (bijna-) ongevallen en calamiteiten. 
Wanneer er iets fout dreigt te gaan bij een attractie kan de operator of het bedienend personeel de attractie een noodstop laten uitvoeren wanneer dit nodig geacht wordt. Door de noodstop in te slaan, haalt men de stroomtoevoer (ook wel de CPU-toevoeren genoemd) er direct af en laat men speciale remmen de techniek stoppen. Door de noodstopschakelaar terug te halen en de resetknop in te drukken, wordt de stroom hervat en kan men verdergaan met de bediening. Het maken van een noodstop verplicht een bedrijf een ongevallen- of noodstopprocedureformulier in te vullen. Ook loopbanden voor fitness moeten een noodstop hebben voor het geval dat de gebruiker vermoeid raakt of onwel wordt. De band kan dan hiermee direct worden uitgeschakeld. Op deze manier kan voorkomen worden dat iemand bij vermoeidheid of ziekte van de band valt.

## Motorfiets
Vaak komt men een dergelijke schakelaar tegen op industriële machines, maar ook motorfietsen hebben een schakelaar waarmee de ontsteking in noodgevallen kan worden onderbroken. Dit dient om te voorkomen dat na een val de motorrijder extra verwondingen oploopt door de spaken van het achterwiel of door de aandrijfketting.
Deze noodstopschakelaar werkt niet automatisch zodra de bestuurder met de motor valt, maar de knop moet bewust bediend worden. Bij een val vergt dit een enorme tegenwoordigheid van geest en vaak is het helemaal niet meer mogelijk. Het is dan ook meer te zien als een middel om (eventueel door omstanders) de motor snel uit te schakelen. Een motorfiets is wel vaak voorzien van een omvalbeveiliging, die de brandstoftoevoer of de ontsteking uitschakelt.
Deze schakelaar is vaak de oorzaak van het niet starten van de motor als de knop per ongeluk op “off” is gezet.
Bij motorfietsen die in wedstrijden worden gebruikt, jetski's en sneeuwscooters wordt de noodstopschakelaar vervangen door een ontstekingsonderbreker die middels een koord aan de pols van de berijder is verbonden. Bij een val schakelt op die manier de motor wel automatisch uit middels een fouttolerant systeem als bij een dodemansknop, dat afschakelt als de (menselijke) besturing 'uitvalt'.
De vroegere board track racers hadden geen andere mogelijkheid om te stoppen. De carburateur stond vanaf de start vast in de stand “open”. De killswitch bestond indertijd uit een zaagblad dat tegen de ontstekingsmagneet gedrukt werd om kortsluiting te maken. Een kluit modder tussen magneet en zaagblad had dus vaak ernstige gevolgen.